# 火连畈水库
火连畈水库是中国湖北省黄冈市红安县境内的一座水库，位于倒水支流火连畈河上，建于1960年。水库正常库容为2000万立方米，集雨面积为13平方千米，海拔为84米。